# Вроцлавські аннали
Вроцлавські аннали або Аннали або розповідь про те, що трапилося в місті Вроцлав (лат. Annali seu contingentia in civitate (Wratislavia) - складена у Вроцлаві в 1-й підлогу. XVI ст. історична компіляція латинською мовою. Охоплюють період із 1418 по 1517. Збереглися у рукописі XVI ст.  Містять відомості з місцевої історії міста Вроцлав, а також з історії Чехії, Угорщини та Польщі.

## Видання
- Rocznik Wroclawski / wydal A. Semkowicz // MPH. T. 3. Lwow, 1878, p. 734-740 [2] .

## Переклади російською мовою
- Вроцлавські аннали у перекладі А. З. Досаєва на сайті Східна література